# العلاقات الوسط إفريقية الطاجيكستانية
العلاقات الوسط أفريقية الطاجيكستانية هي العلاقات الثنائية التي تجمع بين جمهورية أفريقيا الوسطى وطاجيكستان.

## مقارنة بين البلدين
هذه مقارنة عامة ومرجعية للدولتين:
| وجه المقارنة                                              | جمهورية أفريقيا الوسطى      | طاجيكستان                          |
| --------------------------------------------------------- | --------------------------- | ---------------------------------- |
| المساحة (كم2)                                             | 622.98 ألف                  | 143.10 ألف                         |
| عدد السكان (نسمة)                                         | 4.66 مليون                  | 8.92 مليون                         |
| الكثافة السكانية (ن./كم²)                                 | 7.48                        | 62.33                              |
| العاصمة                                                   | بانغي                       | دوشنبه                             |
| اللغة الرسمية                                             | لغة فرنسية، اللغة السانغوية | اللغة الطاجيكية                    |
| العملة                                                    | فرنك وسط أفريقي             | ساماني طاجيكي، الروبل الطاجيكستاني |
| الناتج المحلي الإجمالي (بليون دولار)                      | 1.95 مليار                  | 7.15 مليار                         |
| الناتج المحلي الإجمالي (تعادل القوة الشرائية) بليون دولار | 3.03 مليار                  | 24.03 مليار                        |
| الناتج المحلي الإجمالي الاسمي للفرد دولار أمريكي          | 323                         | 925                                |
| الناتج المحلي الإجمالي للفرد دولار أمريكي                 | 594                         | 2.69 ألف                           |
| مؤشر التنمية البشرية                                      | 0.350                       | 0.624                              |
| رمز المكالمات الدولي                                      | +236                        | +992                               |
| رمز الإنترنت                                              | .cf                         | .tj                                |
| المنطقة الزمنية                                           | ت ع م+01:00                 | ت ع م+05:00                        |

## منظمات دولية مشتركة
يشترك البلدان في عضوية مجموعة من المنظمات الدولية، منها:
| علم المنظمة | اسم المنظمة                        | تاريخ انضمام جمهورية أفريقيا الوسطى | تاريخ انضمام طاجيكستان |
| ----------- | ---------------------------------- | ----------------------------------- | ---------------------- |
|             | مؤسسة التنمية الدولية              | 27 أغسطس 1963                       | 4 يونيو 1993           |
|             | مؤسسة التمويل الدولية              | 1 أبريل 1991                        | 2 ديسمبر 1994          |
|             | منظمة حظر الأسلحة الكيميائية       | ?                                   | ?                      |
|             | الأمم المتحدة                      | 20 سبتمبر 1960                      | 2 مارس 1992            |
|             | الاتحاد الدولي للاتصالات           | 2 ديسمبر 1960                       | 28 أبريل 1994          |
|             | منظمة الشرطة الجنائية الدولية      | ?                                   | ?                      |
|             | البنك الدولي للإنشاء والتعمير      | 10 يوليو 1963                       | 4 يونيو 1993           |
|             | الاتحاد البريدي العالمي            | ?                                   | ?                      |
|             | وكالة ضمان الاستثمار متعدد الأطراف | 8 سبتمبر 2000                       | 9 ديسمبر 2002          |
|             | يونسكو                             | 11 نوفمبر 1960                      | 6 أبريل 1993           |
|             | الفريق المعني برصد الأرض           | ?                                   | ?                      |